# Valentina Navarrete
Valentina Navarrete Acuña (Mulchén, Biobío, Chile; 13 de julio de 2003) es una futbolista chilena. Juega de centrocampista y su equipo actual es Universidad de Chile de la Primera División de Chile. 
Es internacional absoluta con la selección de Chile desde 2021.

## Trayectoria
Oriunda de Mulchén, Navarrete comenzó su carrera en el fútbol amateur de la Región del Biobío. Llegó al profesionalismo en 2019 cuando fichó en Universidad de Concepción.

## Selección nacional
Navarrete fue seleccionada juvenil por Chile en el equipo sub-17 y sub-20. Formó parte del plantel que disputó el Campeonato Sudamericano Femenino Sub-20 de 2020.
Debutó por la selección de Chile el 24 de octubre de 2021 contra Colombia.
Fue citada para disputár la Copa América Femenina 2022 en Colombia.

## Clubes
| Club                      | País  | Año           |
| ------------------------- | ----- | ------------- |
| Universidad de Concepción | Chile | 2019-2020     |
| Santiago Morning          | Chile | 2020-2024     |
| Universidad de Chile      | Chile | 2025-presente |